# Herb Ińska
Herb Ińska – jeden z symboli miasta Ińsko i gminy Ińsko w postaci herbu.

## Wygląd i symbolika
Herb przedstawia czerwonego orła na białym tle, skierowanego głową w heraldycznie prawą stronę. Nogi ze szponami oraz dziób orła są koloru żółtego.
Wizerunek herbowy nawiązuje do herbu margrabiów Marchii Brandenburskiej, założycieli miasta.

## Historia
Margrabiowie brandenburscy nadali prawa miejskie Ińsku przed 1300 rokiem, jednak najstarsza zachowana pieczęć z godłem herbowym pochodzi z XVI wieku.